# Rio Aderneira
Rio Aderneira era, em 1747, um rio no termo da vila de Beringel, Comarca da cidade de Beja, Arcebispado de Évora, Província do Alentejo. Tinha o seu nascimento perto desta vila, nas herdades das Córtes. Toma o nome de Aderneira perto do lugar de Alfundão, duas léguas de sua fonte, trazendo até ali o de rio Galego. Depois de incorporar em si alguns ribeiros, morre no rio Sado em Algeda, tomando o nome dos lugares por onde passa, e onde fertiliza os campos, como os da freguesia de Figueira dos Cavaleiros, Vilas-Boas e Peraguarda. Criava algum peixe miúdo, fazendo trabalhar com suas águas alguns moinhos.